# Рамос дос Сантос, Алфредо
Для других бразильских футболистов см. статьи Алфредо Рамос Кастильо и Алфредо Мостарда Фильо
Алфредо Рамос дос Сантос (порт. Alfredo Ramos dos Santos; 1 января 1920, Рио-де-Жанейро — 23 октября 1997) — бразильский футболист, полузащитник.

## Карьера
Алфредо почти всю свою карьеру провёл в клубе «Васко да Гама», где играл с 1937 по 1956 год, с перерывом в несколько месяцев, когда он в 1949 году выступал за «Фламенго». С «Васко» Алфредо выиграл 5 чемпионатов штата Рио-де-Жанейро, а в 1948 году победил в первом и единственном розыгрыше клубного чемпионата Южной Америки.
За сборную Бразилии Алфредо выступал с 1945 по 1953 год, проведя 6 матчей и забив 1 гол. Он был участником двух чемпионатов Южной Америки, на которых бразильцы занимали вторые места, и одного чемпионата мира, на котором Алфредо провёл только одну игру на групповой стадии с командой Швейцарии, в ней Алфредо забил свой единственный гол в матчах за сборную, поразив ворота соперника уже на 3-й минуте встречи.

## Достижения
- Чемпион штата Рио-де-Жанейро: 1945, 1947, 1949, 1950, 1952
- Чемпион Южной Америки среди клубов: 1948